# Шемет, Сергей Михайлович
Сергей Михайлович Шемет (6 июня 1875, хутор Александровка, Лубенский уезд, Полтавская губерния, Российская империя — 5 мая 1957, Мельбурн , Австралия) — украинский общественный и политический деятель, журналист, издатель, представитель украинского монархизма (украинского гетманского национализма). Один из основателей Украинской демократическо-хлеборобской партии.

## Биография

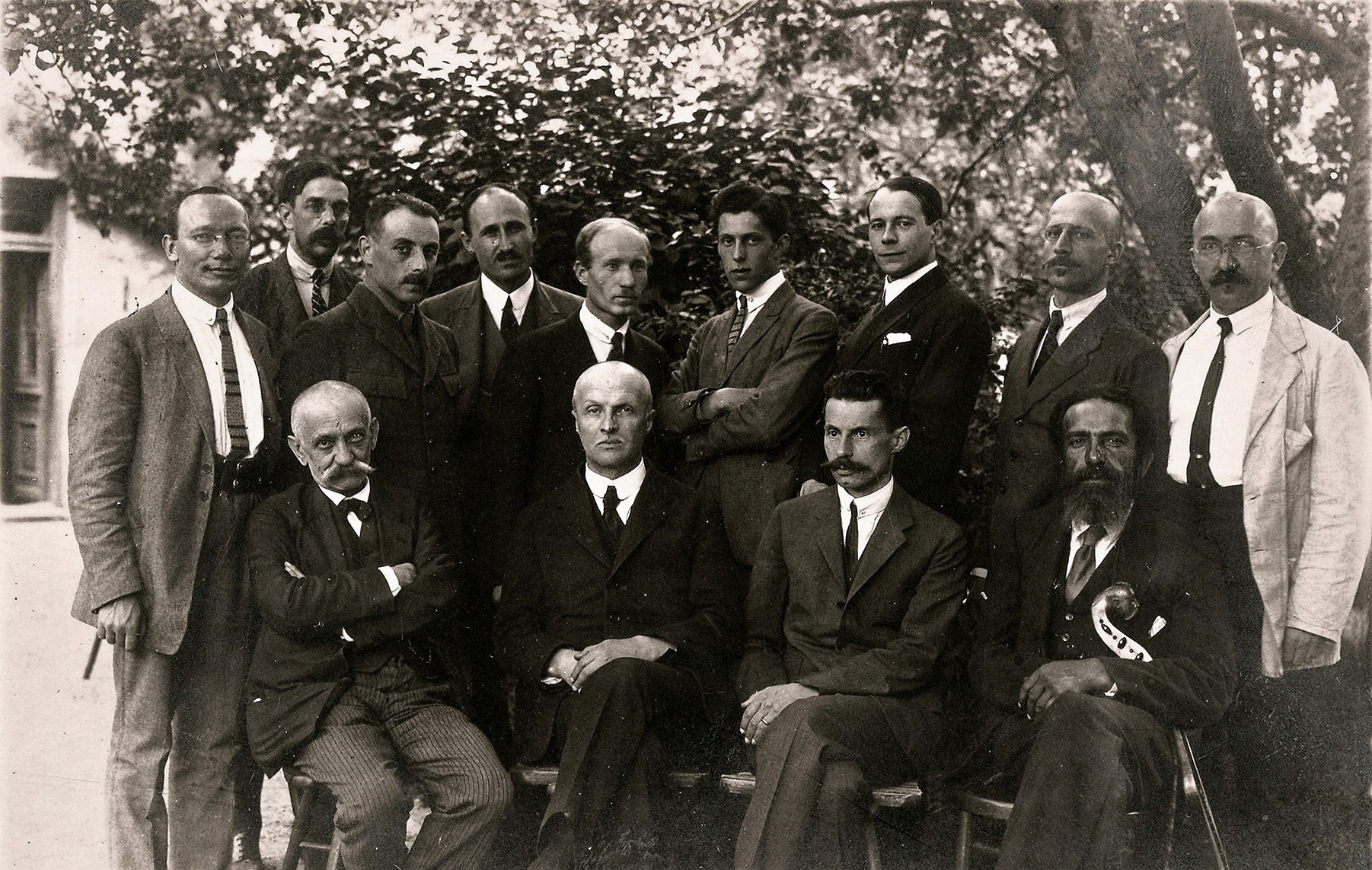
Участники учредительного съезда Украинского союза хлеборобов-государственников, Рейхенау, 4-8 июня 1922 Слева направо сидят: Иван Леонтович, гетман Павел Скоропадский, Вячеслав Липинский, Людвиг Сидлецкий; стоят Михаил Тимофеев, Николай Кочубей, Адам Монтрезор, Андрей Белопольский, Михаил Саур-Циприянович, Игорь Лосский, Владимир Залозецкий, Сергей Шемет, Александр Скоропись-Йолтуховский.

Из дворян. Потомок старинного шляхетского рода Шемет-Кежгайло. Полтавский помещик. Брат украинских общественно-политических деятелей Владимира Михайловича и Николая Михайлович Шеметов.
Окончил Санкт-Петербургский практический технологический институт Императора Николая I, где во время учёбы возглавлял Украинское студенческое общество.
В 1900 году основал культурное общество «Родына». С 1902 года — один из лидеров Украинской Народной Партии.
С 1905 года — издатель в Лубнах газеты «Хлебороб» .
В 1917 году в Лубнах был соучредителем Украинской демократическо-хлеборобской партии.
В апреле 1918 года — один из инициаторов созыва съезда крестьян-земледельцев, на котором гетманом Украины был провозглашён Павел Скоропадский. В период Гетманата выступал за украинизацию гетманского правительства, не поддерживал идеи вооруженного восстания против Павла Скоропадского.
С 1919 года в эмиграции. Вместе с В. Липинским активно участвовал в деятельности Гетманского движения — украинского монархистского союза хлеборобов-государственников (1920), отстаивал идеи патриархальной монархии и согласия разных общественных классов ради национального единства.
В 1920—1925 годах был соредактором журнала «Земледельческая Украина» и других прогетманских изданий. Во время пребывания в эмиграции был личным секретарем гетмана Павла Скоропадского и членом Совета присяжных.
В эмиграции жил в Тарнове, Вене, Берлине, Париже. Впоследствии переехал в Австралии. Был одним из основателей Союза украинских организаций Австралии.
Автор ряда публикаций по истории украинской общественно-политической жизни.

## Избранные публикации
- Микола Міхновський (Посмертна згадка),
- Полковник Петро Болбочан. (Замітки до історії Запорожського Корпусу 1917—1919 рр.)
- До історії Української Демократично-Хліборобської партії (1920)
- Огляд українського хліборобського руху на еміграції в першій половині 1921 року (1921)
- Самостійність, як нездійсненна ідея, як декларація, як державний чин (1928)
- В. К. Липинський при громадській роботі (1931)
- Нація в поході (1941).

## Память
- В Полтаве существует переулок Братьев Шеметов[1], речь идёт о С. Шемете и его братьях Владимире и Николае.
- В городе Лубны, Полтавской области также существует улица Братьев Шеметов.